# Sunday Assembly
Sunday Assembly ("Asamblea dominical" traducido del inglés) es una reunión no religiosa cofundada por Sanderson Jones y Pippa Evans en enero de 2013 en Londres, Inglaterra. La reunión es principalmente para personas no religiosas que desean una experiencia comunitaria similar a la de una comunidad religiosa, aunque las personas religiosas también son bienvenidas. A diciembre de 2019, se establecieron asambleas en 48 lugares alrededor del mundo, la mayoría en Europa y Estados Unidos, y están dirigidas y financiadas por voluntarios de sus comunidades.

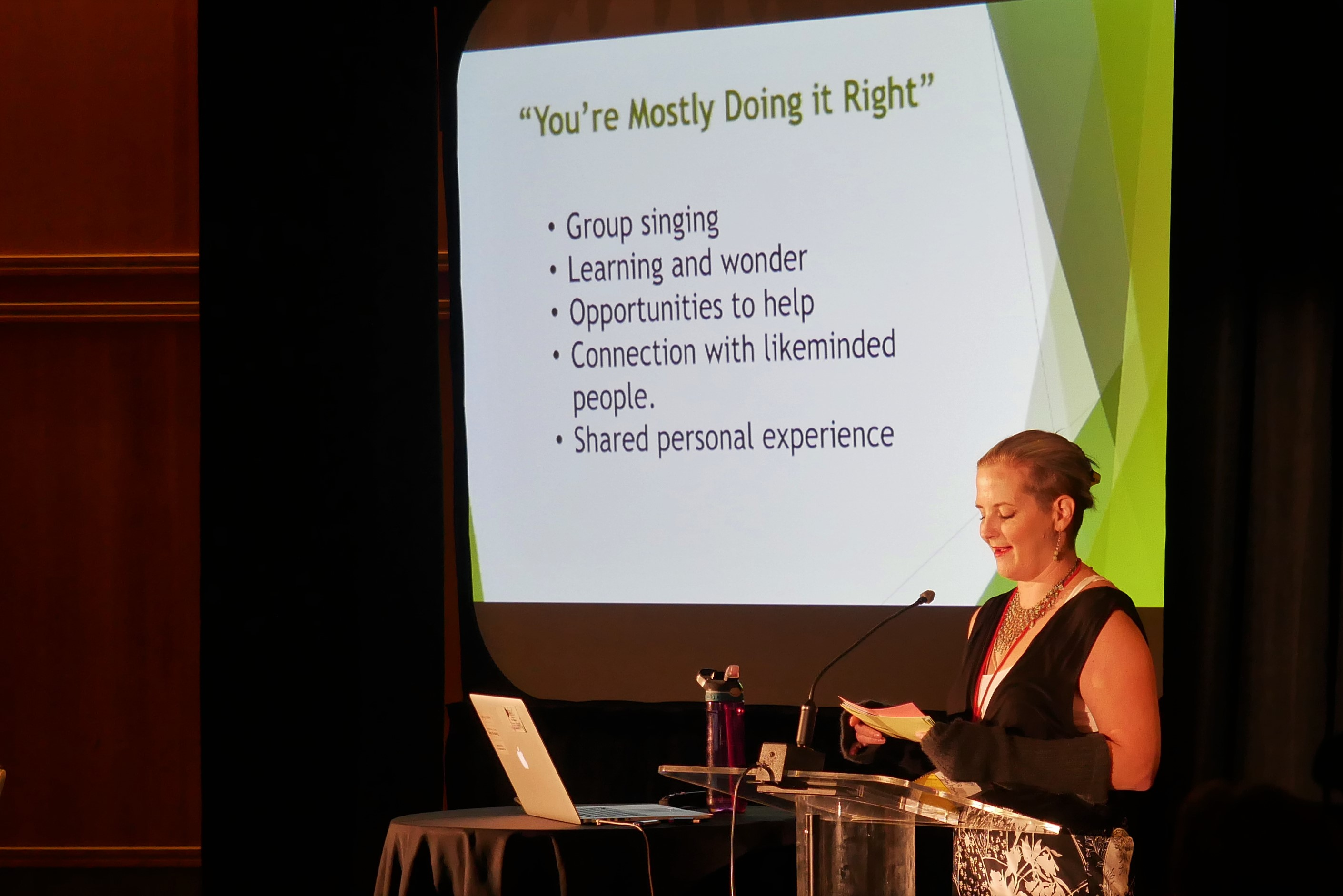
Amy Boyle, directora ejecutiva de la Asamblea Dominical de Los Ángeles, hablando en la octava Conferencia de la Alianza del Libre Pensamiento en 2018.

## Historia
Los comediantes de stand-up Sanderson Jones y Pippa Evans iniciaron la primera asamblea dominical en el norte de Londres en enero de 2013. Ambos querían hacer algo parecido a una iglesia pero sin Dios. El primer evento, al que asistieron más de 300 personas, se llevó a cabo en una iglesia desconsagrada en Islington,  pero debido al tamaño limitado del lugar, las reuniones posteriores se llevaron a cabo en Conway Hall. Desde entonces se han seguido celebrando eventos, dos veces al mes, llegando a alojar a 600 personas.
Sunday Assembly generó mucha prensa e interés y Stephen Fry lo discutió en The Late Late Show con Craig Ferguson. En octubre de 2013, se inició una campaña en Indiegogo que recaudó £33.668 (libras esterlinas) de un objetivo de £500.000  para financiar la construcción de una plataforma digital que ayudara a hacer crecer la organización. Se impulsó la formación de congregaciones satélite con una gira de 40 días por Reino Unido, Dublín (Irlanda), Estados Unidos y Australia. La plataforma está diseñada para ayudar a proporcionar un recurso para las personas que deseen organizar su propia asamblea y conectarse entre sí.
Sanderson Jones dijo que no esperaba muchas objeciones por parte de las comunidades religiosas, pero que sospecha que puede haber ateos "más agresivos" que tendrían problemas con él. Sin embargo, algunos cristianos se opusieron: William McCrea, miembro del Parlamento del DUP por Antrim del Sur (Irlanda del Norte), calificó la asamblea de "muy inapropiada", debido a su rechazo a Dios y al más allá. Durante la gira de promoción inicial en 2013, Kimberly Winston del Religion News Service declaró que algunos ateos sentían que su obajetivo era conseguir dinero.
Parte de la sucursal de la ciudad de Nueva York se separó porque querían enfatizar el elemento ateo más de lo que les gustaba a los fundadores.
Respondiendo a preguntas sobre la falta de diversidad en las personas a las que atraían las Asambleas Dominicales, Sanderson Jones dijo: "No pienso que haya nada inherentemente elitista en el hecho de que las personas se reúnan para cantar canciones, pensar en sí mismas y mejorar su comunidad. Pero no podemos esperar a ver a la gente hacerlo en todo tipo de lugares diferentes y de diferentes maneras, que atraiga a todo tipo de personas diferentes".
Sunday Assembly ha sido objeto de una amplia investigación académica   y apareció en el informe 'How We Gather' de investigadores de la Universidad de Harvard sobre cómo los millennials están encontrando comunidad y significado. En 2018, la revista Secularism and Nonreligion publicó un estudio longitudinal de seis meses de duración de los participantes de la Asamblea Dominical, que mostró una mejora estadísticamente significativa en el bienestar de los participantes.

## Asambleas locales
Después de los eventos iniciales celebrados en Londres, las asambleas dominicales se han celebrado en unas noventa ciudades, tanto en el Reino Unido como en otros países alrededor del mundo:  incluyendo los Estados Unidos (Nueva York, Los Ángeles, Pittsburgh,  y San Diego, entre otros), Países Bajos, Alemania, Nueva Zelanda, Australia, Canadá y Hungría . Desde 2018, la Asamblea Dominical ha pasado de un modelo centralizado con asambleas satélite que se adhieren a la carta central, a un modelo de asociación donde las asambleas siguen una guía que describe los principios de la Asamblea Dominical y algunas reglas que se sugiere se siguen durante al menos algún tiempo, con variaciones basadas en la geografía y las necesidades de la comunidad local.

## Actividades
Los asistentes escuchan charlas de oradores como Sandi Toksvig,  socializan y cantan canciones de artistas como Stevie Wonder y otros. Algunas asambleas también organizan clubes sociales y eventos de apoyo comunitario, como grupos Live Better, donde los miembros se reúnen regularmente para apoyarse mutuamente en sus objetivos y desafíos de vida.